# 楊稷
楊 稷（よう しょく、? - 271年）は、中国三国時代から西晋にかけての武将。字は文曹。益州犍為郡武陽県の出身。蜀漢・西晋に仕えた。

## 生涯
蜀漢に仕え安南将軍霍弋の下で牙門将を務めていた。蜀漢が滅亡すると霍弋に従い魏に降伏した。咸熙元年（264年）、交阯で郡吏の呂興が呉に対して反乱を起こすと、交州刺史に任命されていた霍弋は呂興救援のために馬融・毛炅・董元らと共に出陣した。霍弋の計略に従い毛炅・董元・孟幹・王素らと共に水陸二路から進軍して交州を平定し、呉の派遣した大都督修則・交州刺史劉俊を三度破り、さらに古城においてその首を斬った。さらに数度にわたり交州諸郡に攻め込んだ。楊稷は毛炅を鬱林太守、董元を九真太守、董元の死後は王素を九真太守にするよう上表した。呉は虞汜を監軍、薛珝を威南将軍・大都督、陶璜を蒼梧太守に任じ、楊稷を防がせた。分水で戦闘となって陶璜を破り、配下の将軍二人を討った。馬融が亡くなると交阯太守となり綏遠将軍を加えられた。
霍弋が亡くなると、泰始7年（271年）春、孫晧は大都督薛珝・交州刺史陶璜率いる10万の大軍を交阯に派遣した。楊稷は毛炅・孟岳らにこれを防がせるも、封渓において戦闘になり衆寡敵せず敗北した。彼らはわずかな兵とともに交阯に戻り、城を固めた。かつて霍弋は「賊軍に包囲されて百日未満で降伏した者は家族を処刑する。百日以上して援軍が到着しなかったならば私が罪を引き受けよう」と語っていたが、城内は百日経たずして兵糧が底を突き、降伏を申し出た。陶璜はそれを許さずに兵糧を与えてまで守らせた。諸将がこれを訝しがると、陶璜は「霍弋はすでに死亡しており、楊稷らを救援することができない。まず期日を満たし、それから降伏を受け入れてやれば、彼らは罪を被ることがなく、義を立てることになる。内向きには百姓への教育になり、外向きには隣国を懐柔することになるのだ」と言った。期日になって食糧が底を突き、援軍も到着しなかったので、陶璜に改めて降伏した。
建業に護送される途中、楊稷は合浦で発病して血を吐き亡くなった。首は建業に送られ、体は海へ捨てられた。司馬炎は楊稷を交州刺史に任命していたが、籠城中のため印綬を届けることができなかった。そこで改めて楊稷に交州刺史を追贈した。